# Фарисеи
О напитке см. Фарисей (напиток)

Крупнейший мудрец-фарисей Гиллель, духовный лидер народа и глава Синедриона, свёл сущность всей Торы к одному предписанию: «То, что ненавистно тебе, не делай ближнему твоему; всё остальное лишь толкование…»

Фарисе́и (ивр. פְּרוּשִׁים‎ [перушим] или [прушим] — «отделившиеся») — иудейское религиозно-общественное течение в Земле Израиля в эпоху Второго храма; лежит в основе Галахи и современного иудаизма. Бо́льшая часть сведений о фарисеях, а также об их идейно-политических противниках — саддукеях, содержится у Иосифа Флавия, законоучителей Талмуда и в Новом завете.
Одна из трёх древнееврейских философских школ, возникших в эпоху расцвета Маккавеев (II век до н. э.), хотя возникновение фарисейского учения может быть отнесено к времени Ездры.
Конфликты между фарисеями и саддукеями происходили в контексте гораздо более широких и давних социальных и религиозных конфликтов среди евреев, усугублённых римским завоеванием. С одной стороны, основание конфликтов было культурным — между теми, кто поддерживал эллинизацию (саддукеи), и теми, кто сопротивлялся ей (фарисеи). Ещё одна разница — условно «судебно-религиозная»: между теми, кто подчёркивал важность Второго храма с его обрядами и богослужениями, и теми, кто подчёркивал важность других Моисеевых законов. Также был аспект разногласий, касавшийся различных толкований Торы и того, как применять её к современной им жизни: например, саддукеи признавали только письменную Тору и отвергали такие доктрины, как устная Тора, Пророки, Писания и воскрешение мёртвых.
Иосиф Флавий (37 — ок. 100), которого многие историки считали фарисеем, оценивал общее число фарисеев до падения Второго храма примерно в 6 тысяч человек. Он утверждал, что фарисеи пользовались полной поддержкой и уважением среди простых людей, по-видимому, в отличие от более элитарных саддукеев, которые были высшим классом. Фарисеи претендовали на авторитет Моисея для своего толкования еврейских законов, в то время как саддукеи представляли власть жреческих привилегий и прерогатив, установленных со времён Соломона, когда Садок, их предок, служил в качестве первосвященника. Выражение «простой народ» в писаниях Иосифа Флавия предполагает, что большинство евреев были «просто еврейскими людьми», не входившими ни в какие группы.
Фарисеи были отмечены упоминаниями в Новом Завете в связи с конфликтами с Иоанном Крестителем и Иисусом Христом. В Новом Завете также есть несколько упоминаний о том, что апостол Павел был фарисеем. Отношения между ранним христианством и фарисеями зависели от личности человека; в то время как многочисленные безымянные фарисеи изображались как враждебные, в новозаветных писаниях упоминаются некоторые фарисеи, включая Иосифа Аримафейского, Никодима и Гамалиила, которые симпатизируют Иисусу и христианам. Жёсткое обличение фарисеев в Евангелии привело к тому, что понятие «фарисейство» в христианстве и современном обществе часто употребляется как синоним лицемерия.

## Название
Название «фарисей» происходит от древнегреческого Φαρισαῖος, а оно в свою очередь — от арамейского פְּרִישָׁא‎ (Pərīšā), во множественном числе פְּרִישַׁיָּא‎ (Pərīšayyā), что означает «отделившийся». На иврите это соответствует словам פָּרוּשׁ‎ (pārûš) в единственном числе и פְּרוּשִׁים‎ (pĕrûšîm) во множественном. Эти слова являются производными от корня פָּרַשׁ‎ (pāraš), имеющего значение «отделяться», «обособляться». Это может быть ссылка на их отделение от язычников, источников ритуальной нечистоты или от нерелигиозных евреев. С другой стороны, это может иметь особое политическое значение как «сепаратисты» из-за их отделения от элиты саддукеев, причем Ицхак Исаак Галеви характеризует саддукеев и фарисеев как политические секты, а не религиозные.
Томас Уолтер Мейсон и специалист по Талмуду Луи Финкельштейн предполагают, что «фарисей» происходит от арамейских слов pārsāh или parsāh, что означает «перс» или «персидский», основанных на демониме parsi, что означает «перс» на персидском языке и далее сродни Парса и Фарс. Учёный из Гарвардского университета Шайе Коэн отрицая это, писал: «Практически все ученые сейчас согласны с тем, что название „фарисей“ происходит от древнееврейского и арамейского „паруш“ или „персуши“».
В Евангелии от Матфея сказано, что фарисеи любили, чтобы люди звали их: «учитель, учитель» (Мф. 23:7).

## История

### Около 600 года до н. э. — около 160 года до н. э.
Депортация и изгнание неизвестного числа евреев из древнего иудейского царства в Вавилон Навуходоносором II, начавшееся с первой депортации в 597 году до н. э. и продолжавшееся после падения Иерусалима и разрушения Храма в 587 году до н. э., привело к драматическим изменениям в еврейской культуре и религии. Во время 70-летнего изгнания в Вавилоне еврейские дома собраний (известные на иврите как Бейт-Кнессет или на греческом языке как синагога) и молитвенные дома (на иврите Бейт-Тефила; греческое προσευχαί просэвхэ) были основными местами встреч для молитвы, а дом обучения (бейт-мидраш) был аналогом синагоги.
В 539 году до н. э. персы завоевали Вавилон, а в 537 году до нашей эры Кир Великий позволил евреям вернуться в Иудею и восстановить Храм. Однако он не допустил восстановления иудейской монархии, в результате чего сохранилось политическое господство иудейских священников. Без сдерживающей власти монархии в общественной жизни усилися авторитет Храма. Примерно в это же время появились саддукеи — партия священников и союзных им элит. Однако Второй храм, строительство которого было завершено в 515 году до нашей эры, был построен под покровительством иностранной державы, и до сих пор остаются нерешёнными вопросы о его легитимности. Это создало условия для развития различных сект или «школ мысли», каждая из которых претендовала на исключительную власть представлять «иудаизм» и которые обычно избегали социальных связей, особенно брака, с членами других сект. В тот же период Совет мудрецов, известный как Синедрион, возможно, кодифицировал и канонизировал еврейскую Библию (Танах), из которой после возвращения из Вавилона Тора читалась публично в ярмарочные дни.
Храм уже не был единственным учреждением для еврейской религиозной жизни. После постройки Второго храма во времена священника Ездры учебные и богослужебные дома оставались важными образовательными учреждениями в еврейской жизни. За пределами Иудеи синагогу часто называли молитвенным домом. Хотя большинство евреев не могли регулярно посещать храмовую службу, они могли собираться в синагоге для утренних, дневных и вечерних молитв. По понедельникам, четвергам и субботам еженедельная часть Торы читалась публично в синагогах, следуя традиции публичных чтений Торы, установленной Ездрой.
Хотя священники контролировали ритуалы Храма, книжники и мудрецы, позже названные раввинами (буквально «учитель, мастер»), доминировало изучение Торы. Эти люди поддерживали устную традицию, которая, как они верили, возникла на горе Синай вместе с Торой Моисея; Бог дал толкование Торы.
Эллинистический период еврейской истории начался с завоевания Александром Македонским Персии в 332 году до нашей эры. Раскол между жрецами и мудрецами развивался в это время, когда евреи столкнулись с новыми политическими и культурными трудностями. После смерти Александра в 323 году до н. э. Иудеей правили египетско-эллинские Птолемеи до 198 года до н. э., когда сирийско-эллинская империя Селевкидов под руководством Антиоха III захватила власть. Затем, в 167 году до нашей эры, Селевкидский царь Антиох IV вторгся в Иудею, вошёл в Храм и лишил его денег и церемониальных предметов. Он ввёл программу насильственной эллинизации, требуя от евреев отказаться от своих собственных законов и обычаев, тем самым ускорив восстание Маккавеев. Иерусалим был освобождён в 165 году до нашей эры, и Храм был восстановлен. В 141 году до нашей эры собрание священников и других лиц утвердило Симона Маккавея в качестве первосвященника и вождя, фактически установив династию Хасмонеев.

### Появление фарисеев
После разгрома сил Селевкидов племянник Иуды Маккавея Иоанн Гиркан установил новую монархию в виде жреческой династии Хасмонеев в 152 году до н. э., установив таким образом священников как политических, так и религиозных авторитетов. Хотя Хасмонеи считались героями, оказавшими сопротивление Селевкидам, их правление не имело той легитимности, которую давало происхождение от династии Давидов эпохи Первого храма.
Фарисейская («сепаратистская») партия возникла в основном из группы книжников и мудрецов. Их название происходит от древнееврейского и арамейского паруш или паруши, что означает «тот, кто отделён». Это может относиться к их отделению от язычников, источников ритуальной нечистоты или от нерелигиозных евреев. Фарисеи, наряду с другими иудейскими сектами, были активны с середины II века до н. э. до разрушения Храма в 70 году н. э. Иосиф Флавий впервые упоминает о них в связи с Ионафаном, преемником Иуды Маккавея. Одним из факторов, отличавших фарисеев от других групп до разрушения Храма, была их вера в то, что все евреи должны были соблюдать законы чистоты, предписанные для храмовой службе, вне Храма. Однако главным отличием была неизменная приверженность фарисеев законам и традициям еврейского народа перед лицом ассимиляции. Как отмечал Иосиф Флавий, фарисеи считались самыми искусными и точными толкователями иудейского закона.
Иосиф Флавий указывает, что фарисеи получили поддержку и добрую волю простого народа, по-видимому, в отличие от более элитных саддукеев, связанных с правящими классами. В целом, в то время как саддукеи были аристократическими монархистами, фарисеи были эклектичными, популярными и более демократичными . Фарисейская позиция иллюстрируется утверждением, что «учёный мамзер имеет преимущество над невежественным первосвященником». Мамзер, согласно фарисейскому определению, — это отверженный ребёнок, рождённый от запрещённых отношений, таких как прелюбодеяние или кровосмешение, при которых брак родителей не мог быть законным.
Саддукеи отвергали фарисейский принцип Устной Торы, создав два еврейских понимания Торы. Примером такого отличного подхода может служить толкование термина «око за око». Фарисейское понимание состояло в том, что ценность глаза должна была быть оплачена преступником. По мнению саддукеев, эти слова имели более буквальное толкование, при котором преступнику удаляли глаз.
Мудрецы Талмуда видят прямую связь между собой и фарисеями, а историки вообще считают фарисейский иудаизм прародителем раввинистского иудаизма, то есть нормативного, господствующего иудаизма после разрушения Второго храма. Все господствующие формы иудаизма сегодня считают себя наследниками раввинистского иудаизма и, в конечном счёте, фарисеев.

### Период Хасмонеев
Хотя фарисеи не поддерживали экспансионистские войны Хасмонеев и насильственное обращение идумеев, политический раскол между ними стал ещё шире, когда фарисей по имени Елеазар оскорбил хасмонейского этнарха Иоанна Гиркана за его собственным столом, предложив ему отказаться от своей роли первосвященника из-за слухов, вероятно, неверных, что он был зачат, когда его мать была военнопленной. В ответ он дистанцировался от фарисеев.
После смерти Иоанна Гиркана его младший сын Александр Яннай провозгласил себя царём и открыто встал на сторону саддукеев, приняв их обряды в Храме. Его действия вызвали бунт в Храме и привели к короткой гражданской войне, которая закончилась кровавыми репрессиями против фарисеев. Однако на смертном одре Яннай посоветовал своей вдове Саломее Александре искать примирения с фарисеями. Её братом был Симон бен-Шатах, один из предводителей фарисев. Иосиф Флавий свидетельствует, что Саломея была благосклонна к фарисеям, и их политическое влияние значительно возросло при её правлении, особенно в синедрионе, где они стали доминировать.
После её смерти её старший сын Гиркан II был в основном поддержан фарисеями. Её младший сын, Аристобул II, был в конфликте с Гирканом и пытался захватить власть. Фарисеи, по-видимому, в это время находились в уязвимом положении. Конфликт между двумя сыновьями вновь привёл к гражданской войне, которая закончилась, когда вмешался римский полководец Помпей и захватил Иерусалим в 63 году до н. э.
Рассказ Иосифа Флавия может преувеличить роль фарисеев. В другом месте он сообщает, что фарисеи не достигли власти вплоть до правления царицы Саломеи Александры. Поскольку Иосиф Флавий сам был фарисеем, его рассказ может представлять собой историческое творение, призванное возвысить статус фарисеев в период расцвета династии Хасмонов.
Более поздние тексты, такие как Мишна и Талмуд, содержат множество постановлений раввинов, некоторые из которых, как считается, были из числа фарисеев, касающихся жертвоприношений и других ритуальных практик в Храме, деликтов, уголовного права и управления. В своё время влияние фарисеев на жизнь простых людей было очень велико, и многие считали их решения по еврейскому закону авторитетными.

### Римский период
Согласно Иосифу Флавию, фарисеи предстали перед Помпеем, прося его вмешаться и восстановить старое священство, одновременно полностью упразднив царство Хасмонеев. Фарисеи также открыли ворота Иерусалима римлянам и активно поддерживали их против саддукеевской фракции. Когда римляне наконец проломили вход в Иерусалимский храм, фарисеи убили священников, совершавших храмовые службы в субботу. Они рассматривали осквернение Помпеем Иерусалимского храма как божественное наказание за саддукейское беззаконие. Помпей положил конец монархии в 63 году до н. э. и назвал Гиркана II верховным жрецом и этнархом (меньший титул, чем «царь»). Шесть лет спустя Гиркан был лишён остатка политической власти, и окончательная юрисдикция была передана проконсулу Сирии, который правил через Идумейского сподвижника Гиркана Антипатра, а позже двух сыновей Антипатра Фазаила (военного губернатора Иудеи) и Ирода (военного губернатора Галилеи). В 40 году до нашей эры сын Аристобула Антигон сверг Гиркана и провозгласил себя царём и первосвященником, а Ирод бежал в Рим.
В Риме Ирод обратился за поддержкой к Марку Антонию и Октавиану и добился признания себя царём со стороны римского Сената, подтвердив прекращение династии Хасмонов. Согласно Иосифу Флавию, саддукейская оппозиция Ироду заставила его относиться к фарисеям благосклонно. Ирод был непопулярным правителем, воспринимаемым как Римская марионетка. Несмотря на восстановление и расширение Второго храма, печально известное обращение Ирода с его собственной семьёй и последними хасмонеями ещё больше подорвало его популярность. Согласно Иосифу Флавию, фарисеи в конечном счёте стали враждебны ему и таким образом пали жертвами его кровожадности (4 до н. э.). Семья Боэта, которую Ирод возвёл в первосвященство, возродила дух саддукеев, и с тех пор фарисеи снова были их противниками.
Пока существовал Второй храм, он оставался центром еврейской ритуальной жизни. Согласно Торе, евреи должны были ездить в Иерусалим и приносить жертвы в Храме три раза в год: Песах (Пасху), Шавуот (Пятидесятницу) и Суккот (праздник Кущей). Фарисеи, как и саддукеи, были политически спокойны и учились, учили и поклонялись по-своему. В это время между саддукеями и фарисеями усилились серьёзные богословские разногласия. Представление о том, что священное может существовать вне Храма, которое было главным для ессеев, было воспринято и активно проповедовалось фарисеями.

## Общественно-политическая деятельность фарисеев
Фарисейское движение сформировалось в борьбе против контролировавших храмовый ритуал саддукеев. Возникновение в этот период синагогальной литургии было, по-видимому, выражением стремления фарисеев подорвать религиозную монополию саддукеев: религиозный ритуал и молитва, которые исконно были частью храмового культа, стали отправлять в домах, а ученые, не принадлежавшие к священническому сословию, начали играть важную роль в религиозной жизни народа.
В вопросах внутренней политики они всегда стояли на стороне народа против посягательств господствующего класса; поэтому народ доверял им и следовал во всем их учению. Из любви к народу и из уважения к древним традициям они признали обязательность всех постановлений законоучителей и всех народных обычаев, совокупность которых получило название «устного закона», в противоположность писаному — Моисееву. Признавая, подобно саддукеям, неизменяемость Божественного закона, они, в противоположность им, считали, что закон существует для того, чтобы его добросовестно исполняли, однако, основная цель законодательства — служить благу людей. Лозунгом фарисеев было: «закон для народа, а не народ для закона». Эта цель ясно указана самим Моисеем: «Соблюдайте постановления Мои и законы Мои, которые исполняя, человек будет жив» (Лев. 18:5). При этом фарисеи прибавляли: «… будет жив ими, а не умрёт из-за них».
Заслугой фарисеев в истории еврейского религиозного сознания было охранение иудаизма от поглощения персизмом или эллинизмом. В лице лучших представителей своих (Гиллель и др.) фарисеи вновь подняли еврейское религиозно-этическое учение на ту высоту, на которую оно было поставлено великими пророками. Достойно, однако, внимания, что суровые порицания Иисуса были чаще направлены против фарисеев, чем против саддукеев: богатые и надменные саддукеи были так далеки от царства Божия, что напрасно было их призывать к нему. В особенности порицал Иисус лицемеров, которые, впрочем, обличаются и в Талмуде самими фарисеями.
Как партия с определившимся направлением, фарисеи впервые выступают на историческую арену при царе и первосвященнике Иоанне Гиркане.
Вначале секта имела резкую политическую окраску.
О первом столкновении фарисеев с домом Маккавеев Иосиф Флавий и Талмуд единогласно рассказывают следующее.
Вернувшись после победоносных войн в Иерусалим, Иоанн пригласил к себе на пир выдающихся фарисеев, о которых один из саддукеев говорил ему, что они настроены против него, и, оказав им большие почести, старался вызвать их на откровенность.
Все рассыпались в восторженных похвалах ему, но один из них сказал Гиркану: если ты действительно хочешь быть праведным, откажись от диадемы первосвященника и удовольствуйся царской короной.
Причиной к этому послужили слухи, которые набрасывали тень на легальность рождения Гиркана.
Возмущённый первосвященник тут же предал оскорбителя суду его товарищей.
Те присудили его к ударам плетью и к заточению.
«За простое оскорбление, говорит Флавий, они не нашли возможным присудить его к смертной казни, тем более, что фарисеи были вообще мягкосердечны при назначении наказания».
Саддукеи воспользовались снисходительным приговором, как доказательством, что оскорбление нанесено было с ведома и согласия всех фарисеев и довели дело до полного разрыва между Гирканом и его прежними советниками.
По воззрению фарисеев, сан первосвященника и царская власть действительно не могли и не должны были соединяться в одном лице.
Соединение духовной и светской власти в одном лице противоречило и Моисееву закону, и историческим традициям.
В древности царская корона была неразрывно связана с обязанностями полководца — а человек, руки которого были обагрены человеческой кровью, не мог молитвенно возносить эти руки к Богу.
Оппозиция фарисеев Маккавеям перешла в открытое народное восстание при Александре Яннае.
Междоусобная война, длившаяся 6 лет, стоила жизни 50000 приверженцам фарисеев; оставшиеся в живых должны были рассеяться по соседним странам.
Самое счастливое время для фарисеев было девятилетнее царствование вдовы Янная, Соломеи-Александры, когда действительным правителем государства был брат царицы, мудрый и энергичный фарисей Симеон бен Шетах.
Полный внешний мир и разделение властей (первосвященником был тогда старший сын царицы, Гиркан II) примирили фарисеев с домом Маккавеев.
После смерти Соломеи началась борьба за престолонаследие между её сыновьями, которые кончили тем, что пригласили римского полководца Помпея в качестве третейского судьи, а последний, пользуясь этим, подчинил Иудею верховной власти Рима.
Фарисеи также послали депутацию к Помпею с просьбой избавить народ от обоих воюющих между собою братьев и утвердить в Иудее республику, под покровительством Рима.
Это объясняется тем, что фарисеи мирную и спокойную жизнь по закону Моисея всегда ставили выше политической самостоятельности.
При Ироде (37—4 до н. э.) политическая роль фарисеев совершенно прекратилась, и они сосредоточили всю свою деятельность на исследовании Торы.
Незадолго до нашей эры фарисеи разделились на два лагеря, хотя не враждебных, но значительно отличавшихся друг от друга по своим воззрениям: школу Гиллеля и школу Шамая.
Строгие шамаиты крепче держались буквы закона и не допускали такой свободы толкования, какую допускали гиллелиты.
Последние — может быть, благодаря высоким нравственным качествам своего учителя, — восторжествовали и их мнения были приняты народом как религиозные нормы.
В лице Гиллеля (род. в 75 г до н. э., ум. 5 г н. э.) учение фарисеев достигло своего высшего развития.
Его воззрения на религию характеризуются следующим фактом.
К основателю другой фарисейской школы, Шамаю, обратился однажды язычник с просьбой принять его в лоно еврейства, но с тем, чтобы тот сообщил ему все содержание еврейской религии, «пока он будет стоять на одной ноге».
Шамай, отличавшийся особенным ригоризмом по отношению к религиозным обрядностям, прогнал его.
Когда язычник обратился с той же просьбой к Гиллелю, тот ответил ему: «Что тебе неприятно, того не делай твоему ближнему — в этом вся Тора; все остальное же — комментарии к ней. Иди и учи».
За несколько лет до окончательного падения Иерусалима из среды фарисеев выделились две политических партии: миролюбивые последователи Гиллеля проповедовали мир с Римом во что бы то ни стало, в то время как последователи Шамая образовали партию зелотов (ревнителей), которые были душою восстания народа против римлян и довели Иудею до полного разгрома (70 г. н. э.).
В то самое время, когда еврейский народ лишался своего политического центра, раби Иоханану бен Заккаю удалось создать для него духовный центр в виде академии в Явне, где было положено основание талмудическому еврейству.

## Учение фарисеев

### Суть учения
Бо́льшая часть сведений о фарисеях, также как и об их идейно-политических противниках саддукеях, содержится в сочинениях Иосифа Флавия, который происходил из дома священников.
Почти все его родственники были саддукеями, но, после тщательного изучения всех трёх сект, он примкнул к фарисейской, которую описывает как философскую школу, сравнивая её с греческой школой стоиков.
В догматическом отношении фарисеи, по его словам, «всё совершающееся ставят в зависимость от Бога и судьбы и учат, что, хотя человеку предоставлена свобода выбора между честными и бесчестными поступками, но в этом участвует также предопределение судьбы».
В этом отношении они занимали середину между ессеями, которые всё приписывали предопределению, и саддукеями, которые признавали абсолютную свободу воли и утверждали, что судьба человека находится всецело в его собственных руках.
В своём изложении Иосиф Флавий уделяет первостепенное внимание теологическим разногласиям между тремя «философскими школами».
Он говорит об участии этих «сект» в общественной жизни начиная только со времени Гиркана I Иоханана.
Вместе с тем, исследователи склонны рассматривать фарисеев в качестве идейных наследников более раннего движения хасидеев, упоминаемых в книгах Маккавеев.
Согласно Иосифу Флавию, в противоположность аристократам саддукеям, фарисеи были весьма популярны в народе, и их влияние на массы было очень велико («даже если они скажут что-нибудь против царя и первосвященника, им сразу же поверят»).
Флавий отмечает человеколюбие фарисеев, которые «желают мира всему народу, в то время как саддукеи строги даже к своим братьям и гневливы к сотоварищам, как если бы те были чужеземцами».
Фарисеев называли «мудрыми и знающими в разъяснении законов», и на основании этого некоторые исследователи склонны считать фарисеев наследниками софрим (писцов).
В центре спора между фарисеями и саддукеями стоял Устный Закон.
Как пишет Иосиф Флавий, «Фарисеи обнародовали несколько предписаний, основанных на неписаной традиции, и потому секта саддукеев отвергла эти предписания, поскольку они полагали, что следует считать законом лишь то, что написано в Торе».
Теологические разногласия между «школами» были связаны с проблемой свободы выбора.
В отличие от ессеев, веривших в абсолютное Божественное предопределение, и саддукеев, полностью отрицавших предопределение и веривших, что человек обладает свободой выбора между добром и злом, фарисеи считали, что все предначертано Богом, однако добродетель и порок — во власти человека, ибо «и предначертание помогает ему во всяком деле».
Бог любит свои создания и требует от человека исполнять данный ему закон.
Бог вложил в человека два противоположных импульса — благой и дурной — и, заповедав ему творить добро, дал Тору как руководство в жизни.
«Если человек выбирает добро, небесные силы помогают ему. Если же он творит зло, они предоставляют ему идти своим путём».
Относительно образа жизни фарисеев Флавий отмечает, что «они ведут строгую жизнь и отказываются от всяких удовольствий. Они следуют лишь тому, что разум признает за благо. Они почитают старших и не позволяют себе противоречить их постановлениям. Они пользуются таким влиянием на народ, что все богослужебные обязанности совершаются по их начертаниям».
Согласно фарисейской доктрине, Тора, которую Бог дал Моисею, включала как Письменный, так и Устный Закон: Божественные откровения, зафиксированные в Пятикнижии, дополненные и разъяснённые пророками и устной традицией, следует истолковывать в соответствии с экзегетическими нормами законоучителей каждого поколения.
Таким образом, законы Торы следует понимать в соответствии с толкованием законоучителей, которых Бог наделил разумом для того, чтобы они интерпретировали эти законы.
В противоположность саддукеям, фарисеи верили в бессмертие души, посмертное воздаяние и в воскресение из мертвых перед наступлением царства Божия.
В центре мировоззрения фарисеев стояло убеждение, что религиозная вера — центр человеческого бытия и что образ жизни человека должен определяться законами Торы.
Особую ценность фарисеи придавали духовно-религиозному сплочению народа, они старались приводить религиозное законодательство в соответствие с условиями существования еврейского народа, основываясь на толковании Священного Писания.
Так, поскольку предписываемые Торой наказания за преступления не соответствовали моральному и общественному сознанию фарисеев, они путём истолкования Торы обусловили эти законы такими оговорками, которые практически делали их применение невозможным.
Конечной целью фарисеев в сфере уголовного законодательства была отмена смертной казни, поскольку преступника, по их мнению, следовало предоставить воле Бога.
Из талмудической литературы мы узнаем, что фарисеям удалось почти совершенно отменить смертную казнь.
Может быть именно потому фарисеи в качестве судей были, в отличие от саддукеев, «вообще весьма снисходительными при назначении наказаний».
«Фарисеи верят в бессмертие души; за гробом людей ожидает суд и награда за добродетель или возмездие за преступность при жизни; грешники подвергаются вечному заточению, а добродетельные имеют возможность вновь воскреснуть».
Флавий характеризует фарисеев как «искуснейших толкователей закона», прибавляя, что «фарисеи передали народу, на основании древнего предания, множество положений, которые не входят в состав Моисеева законодательства, между тем как секта саддукеев совершенно отвергает все эти наслоения, признавая обязательность одного Писанного Закона».
Саддукеи как секта, политическая по преимуществу, прекратили своё существование вместе с прекращением государственной жизни Иудеи; ессеи как секта, чисто религиозная и всегда державшаяся вдали от всяких политических треволнений, в значительной части своей примкнули к учению Иисуса и образовали первые иудеохристианские общины в Иудее; фарисеи же, слившись с народом, положили основание Талмудическому еврейству.
Идейно-политическая борьба между саддукеями и фарисеями завершилась победой последних, и фарисейская концепция определила дальнейшее развитие иудаизма.

### Методы толкования
Методы толкования, бывшие в употреблении у фарисеев, весьма разнообразны, но они все могут быть сведены к двум категориям:
- диалектический метод;
- метод введения символических фикций.

#### Диалектический метод
Вот пример первой категории. Есть закон о «сыне буйном и непокорном»: Дварим 21:18 «Если чей-нибудь сын буен и непокорен, не повинуется отцу и матери… и скажут сын наш буен и беспокоен, обжора и пьяница! И пусть все жители города забросают его камнями до смерти. Искорените зло из своей среды». В силу этого закона, отец может в судебном порядке подвергнуть своего сына смертной казни за непослушание даже в том случае, когда отсутствует другое преступление, наказуемое смертью. Именно этим законом и воспользовался царь Ирод, заставив саддукейский синедрион приговорить к смерти двух его сыновей от Мариамны. Фарисеи его так толкуют (Мишна Сангедрин 8:1—5): В законе говорится о сыне — значит он неприменим ни к дочери, ни к малолетним; 8:2 Если ел любую пищу, но не ел мяса, пил любой напиток, но не пил вина «сыном буйным и непокорным» — не становится. 8:3 «Если украл у отца и съел во владении отца, украл у других и съел во владении других, украл у других и съел во владении отца — „сыном буйным и непокорным“ не становится, пока не украл у отца и не съел во владениях других. Рабби Йосе Бар-Йегуда говорит: пока не украдёт у отца и у матери». 8:4 «Если отец хотел привести его в суд, а мать не хотела, или отец не хотел, а мать хотела — „сыном буйным и непокорным“ не становится, пока не захотят оба. Рабби Йегуда говорит: если его мать была недостойна отца (Сангедрин 71а когда мать не подходит отцу ни внешностью, ни ростом, ни голосом то есть, когда родители преступника не составляют гармоничную пару) — „сыном буйным и непокорным“ не становится». Так фарисеи спасали молодых людей от произвола родителей, которые в минуту запальчивости могут совершить поступок, о котором сами потом будут сожалеть, как это случилось с Иродом. Закон Торы не отменён, но превращён в мёртвую букву.
Подобным образом разбирают фарисеи и известный закон: «око за око, зуб за зуб».
Око за око, говорили фарисеи, но не жизнь за око.
Потерпевший лишился глаза, но он остался жив; если же вырезать глаз у обидчика, то может случиться, что рана осложнится опасным воспалением, которое повлечет за собою смерть обидчика — и выйдет «жизнь за око».
Следовательно, «око за око» невозможно понимать буквально, а лишь в смысле «стоимости ока за око».

#### Метод введения символических фикций
А вот пример толкования посредством введении фикции.
По Моисееву закону каждый 7-й год называется субботним годом: поля и виноградники не обрабатываются, а то, что земля приносит самопроизвольно, считается общим достоянием, которым бедные и пришельцы могут пользоваться наравне с хозяином (Лев. 25:1—7).
Кроме того, с наступлением субботнего года уничтожаются все долговые обязательства, что установлено было с целью предупредить порабощение неимущих за долги (Втор. 15:1—3; 1:7—11). Известный фарисей Гиллель установил институт «просбул», заключающийся в том, что кредитор в конце 6-го года подаёт в суд письменное заявление, в котором он фиктивно передаёт полагающуюся ему сумму суду; а так как по закону субботним годом уничтожаются только долги частным лицам, но не долги общественным учреждениям, то кредитор получает возможность взыскать свои деньги после субботнего года.
Такие же фикции были введены фарисеями в сфере религиозных обрядов для смягчения чрезмерной строгости в соблюдении законов субботнего покоя и в особенности законов ритуальной чистоты.
Фарисеизм был, таким образом, настоящей реформой Моисеева закона, но реформой постепенной, замаскированной, постоянно считавшейся со старыми традициями и консервативными элементами общества.

## В Новом Завете
По признанию большинства исследователей, Новый Завет является одним из ценных источников сведений о фарисейском иудаизме первой половины I в. С одной стороны, авторы Евангелий уделяют много внимания полемике Иисуса с фарисеями.
С другой стороны, само фарисейское учение оказало существенное влияние на развитие новозаветного богословия, в частности, богословия апостола Павла.
Сравнение различных новозаветных книг между собой и с другими имеющимися источниками, в том числе талмудическими текстами и трудами Иосифа Флавия и еврейских историков, является одним из важных инструментов исследования истории и учения фарисейского иудаизма.
В то же время, свидетельства новозаветных книг требуют критического подхода, поскольку во многом написаны в рамках полемики возникающего христианства с «ортодоксальным» иудаизмом и не могут рассматриваться как беспристрастные исторические сочинения.
В частности, с точки зрения т. н. теории «истории традиций» (нем. Traditionsgeschichte), приводимые в Новом Завете факты и высказывания должны быть подвергнуты критическому анализу на основе разработанных историками критериев аутентичности.

### В Евангелиях

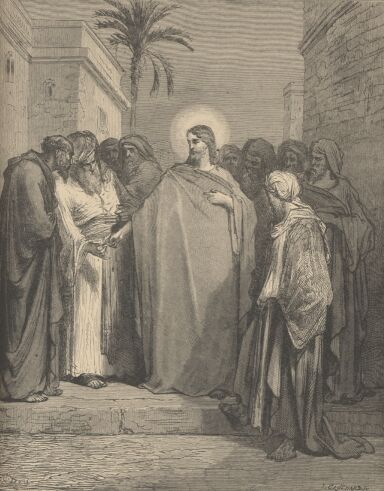
Гюстав Доре. Спор Христа с фарисеями

Отношения Иисуса с фарисеями изображены в Евангелиях неоднозначным образом.
С одной стороны, Иисус говорит о необходимости соблюдать всё, чему учат фарисеи, критикуя их за то, что они сами не соблюдают то, чему учат: «на Моисеевом седалище сели книжники и фарисеи; итак всё, что они велят вам соблюдать, соблюдайте и делайте; по делам же их не поступайте, ибо они говорят, и не делают» (Мф. 23:2).
Иисус, как и фарисеи (и в отличие от саддукеев — Деян. 23:8), проповедует воскресение из мёртвых и признаёт существование ангелов и духов.
При этом Иисус предупреждает своих учеников: «берегитесь закваски фарисейской» (Мф. 16:6).
В Евангелии от Матфея эти слова понимаются апостолами как критика учения фарисеев (Мф. 16:12), в Евангелии от Луки сам Иисус истолковывает «закваску фарисейскую» как лицемерие (Лк. 12:1).
В притче о молитве фарисея и мытаря (Лк. 18:9—14) он осуждает уверенность в своей праведности и презрение к грешникам, которую выражала молитва фарисея.
С самого начала проповеди Иоанна Крестителя и Иисуса Христа фарисеи изображены в Евангелиях в качестве одних из основных их критиков.
Фарисеи отправляют делегацию к Иоанну Крестителю с вопросом, на каком основании тот крестит, не будучи ни Мессией, ни Илией, ни Пророком.
Наиболее полно отношения Иисуса с фарисеями изображены в синоптических Евангелиях.
Всего исследователи насчитывают в них около 19 перикоп, говорящих о полемике между Иисусом и фарисеями.
В Евангелии от Иоанна, наиболее позднем из Евангелий, написанном, в соответствии с преобладающей в настоящее время датировкой, через два десятилетия после разрушения Храма, оппоненты Иисуса чаще обозначаются как вообще «Иудеи», хотя в ряде мест используется и слово «фарисеи».
Другим разногласием Иисуса с некоторыми из фарисеев было отношение к богатству.
Среди фарисеев, как и среди других иудеев, было распространено представление, что богатство является свидетельством благосклонности Бога к человеку, в то время как Иисус учил: «Не можете служить Богу и маммоне».
«Слышали все это и фарисеи, которые были сребролюбивы, и они смеялись над Ним.
Он сказал им: вы выказываете себя праведниками пред людьми, но Бог знает сердца ваши, ибо что высоко у людей, то мерзость пред Богом» (Лк. 16:13—15).
В своей последующей притче он изобразил богатого в аду, а нищего Лазаря, который «желал напитаться крошками, падающими со стола богача» — на лоне Авраама.
Материальное богатство в учении Иисуса не имеет большой ценности, а желание к умножению богатства представляет собой опасность для человека — «смотрите, берегитесь любостяжания, ибо жизнь человека не зависит от изобилия его имения» (Лк. 12:15).
Богатство может быть препятствием в служении ближним (история с богатым юношей в Мф.19:16-24).
По словам Иисуса, «удобнее верблюду пройти сквозь игольные уши, нежели богатому войти в Царство Божие» (Мф. 19:24).
Поэтому он призывал не к накоплению богатства, а к благотворительности: «продавайте имения ваши и давайте милостыню» (Лк. 12:33).
При этом он говорил «когда творишь милостыню, не труби перед собою, как делают лицемеры в синагогах и на улицах, чтобы прославляли их люди» (Мф. 6:2).
Его слова о лицемерах в синагогах могли рассматриваться также как прямой намек на фарисеев, поскольку книжники-фарисеи пользовались значительным влиянием в синагогах.
В то же время многие комментаторы считают, что обвинение в сребролюбии больше касалось саддукеев, чем собственно фарисеев.
По причине частого обличения Иисусом показного и демонстративного благочестия фарисеев, понятие «фарисейство» в христианстве и современном обществе часто употребляется как синоним лицемерия.
Критикуя демонстративное благочестие, Иисус призывал фарисеев к внутреннему очищению: «Горе вам, книжники и фарисеи, лицемеры, что очищаете внешность чаши и блюда, между тем как внутри они полны хищения и неправды. Фарисей слепой! очисти прежде внутренность чаши и блюда, чтобы чиста была и внешность их» (Мф. 23:25,26).
Когда его тайно посетил влиятельный фарисей Никодим, один из начальников Иудейских, Иисус адресовал именно ему эти слова: «истинно, истинно говорю тебе, если кто не родится свыше, не может увидеть Царствия Божия» (Иоан. 3:3).
Впоследствии многие и из начальников уверовали в Иисуса «но ради фарисеев не исповедовали, чтобы не быть отлученными от синагоги» (Иоан. 12:42).
А сам Никодим позже на собрании фарисеев высказывался в защиту Иисуса: «Судит ли закон наш человека, если прежде не выслушают его и не узнают, что он делает?» (Иоан. 7:51) и пожертвовал на похороны Иисуса состав из смирны и алоя (Иоан. 19:39).

#### Конфликты Иисуса и фарисеев согласно Евангелиям
- Фарисеи возмущаются тем, что Иисус исцеляет во все дни, не исключая субботы. (Мк. 3:1—6 и парал.).
- Обвиняют Иисуса в богохульстве после того, как он сказал расслабленному больному: «Прощаются тебе грехи твои». (Лк. 5:21 и парал.).
- Когда Иисус стал знаменитым экзорцистом, некоторые из фарисеев утверждают, что он изгоняет бесов силою Веельзевула (Мф. 9:34, (Мф. 12:24 и парал.) и парал.).
- Спрашивают учеников Иисуса, почему их учитель ест и пьёт с мытарями и грешниками (Мф. 9:11 и парал.).
- Вместе с учениками Иоанна Крестителя спрашивают Иисуса, почему его ученики не постятся в то время, как они постятся много. (Мф. 9:14 и парал.).
- Когда ученики Иисуса срывали колосья в субботний день, спрашивали Иисуса, почему они не соблюдают субботу. (Мф. 12:2 и парал.).
- Спрашивают Иисуса, почему его ученики не соблюдают предание старцев и едят хлеб неумытыми руками. (Мф. 15:1 и парал.).
- Искушение Иисуса пытливым испрашиванием знамения ((Мф. 12:38, (Мф. 16:11 и парал.).
- «Ваш отец диавол, и вы хотите исполнять похоти отца вашего; он был человекоубийца от начала» (Иоан. 8:44).
- Пытаются убить Иисуса, когда Он говорит, что был прежде Авраама: Иисус сказал им: истинно, истинно говорю вам: прежде нежели был Авраам, Я есмь. (…эго эйми (греч.)) Тогда взяли каменья, чтобы бросить на Него; но Иисус скрылся и вышел из храма, пройдя посреди них, и пошёл далее. (Иоан. 8:58, 59).
- Притча о злых виноградарях, обличающая убийство фарисеями и их единомышленниками пророков и Сына Божия ((Мф. 21:45 и парал.).
- Большое обличение фарисеев Христом ((Мф. 23 и парал.).

#### Иисус и фарисеи: интерпретации современных исследователей
Описываемая в Евангелиях полемика между Иисусом и фарисеями по-разному интерпретируется исследователями Нового Завета.
Среди широко распространённых точек зрения на эту проблему есть следующие:
- По мнению ряда исследователей, Иисус и сам был фарисеем и его споры с ними носят характер исключительно «внутренней полемики»[23], причём полемика эта относится не к учению, а к поведению фарисеев как не соответствующему их собственному учению (что и составляет бичуемое Иисусом «лицемерие»). Более того, по мнению этих исследователей, Иисус потому и обличает поведение фарисеев, что с их учением он согласен, но многие из них, включая часть их руководителей, это учение лишь провозглашали, но не реализовывали. Таким образом, критика Иисусом фарисеев представляет собой хорошо известную в истории религии ситуацию, когда молодой харизматичный лидер выступает против «окостеневшего и деградировавшего истеблишмента» его собственной религии. Он в этом случае уделяет внимание не столько совпадению по религиозным принципам с этим истеблишментом (то есть своему нахождению в рамках той же самой религиозно-философской доктрины), но сосредотачивается на полемическом заострении критики — что столетиями позже, при переносе его слов из контекста этого «внутреннего спора» в контекст чужой культуры, создает обманчивое впечатление религиозного разрыва. При этом почти точно такую же критику религиозного истеблишмента периода конца Второго храма, в том числе критику фарисейского религиозного истеблишмента, можно найти и в самом Талмуде[24]. Талмуд отмечает, что поведение мудрецов-фарисеев той эпохи во многом не соответствовало их собственному учению, и более того — что это было одной из причин разрушения Второго храма.
- По мнению многих исследователей, евангельские рассказы о полемике с фарисеями не отражают реальную ситуацию при жизни Иисуса и, шире, положение христианской общины до разрушения Иерусалимского храма. Описываемая в Евангелиях полемика представляется проекцией в прошлое споров времён написания Евангелий[25]. Противники этой точки зрения приводят в качестве одного из основных аргументов тот факт, что полемика и даже открытая вражда между фарисейским иудаизмом и первохристианством может быть прослежена уже в самых ранних новозаветных книгах — посланиях апостола Павла[26].
- Приведённое выше наставление Иисуса ученикам о необходимости следовать словам книжников и фарисеев (Мф. 23:2) рассматривается как признание за книжниками и фарисеями знания буквы Закона, но не права на его интерпретацию. Чтобы узнать Моисеев Закон, ученики Иисуса должны слушать воссевших на «Моисеевом седалище» книжников и фарисеев, поскольку в той социальной и религиозной среде, в которой живут последователи Иисуса, такое знание может быть получено только от них. Иисус признаёт фарисеев как проводников, но не учителей (то есть, интерпретаторов) Закона, отказывая в истинности фарисейскому толкованию Закона, проявляющемуся в их делах[27].
- Полемика Иисуса направлена против «предания старцев» — устной Торы, соблюдения которой фарисеи времён Иисуса требовали с особой строгостью[28]. По мнению многих авторов, Иисус отвергал большую часть Галахи, хотя и не всё предание в целом. В евангельских текстах, полемика с устным законом проявляется особенно отчётливо в трёх пунктах: соблюдение субботы, ритуальная чистота и обет корвана. По словам одного из исследователей: «Если бы Иисус застал более раннюю стадию развития предания, когда оно ещё не успело так разрастись, когда в нём не была ещё так отчётливо выражена тенденция к законничеству и казуистике, — тогда, возможно, Его отношение к преданию в целом было бы более положительным»[29]. В то же время, некоторые исследователи указывают, что в синоптических Евангелиях сам Иисус никогда не нарушает предписаний письменного или устного Закона, а ученики его делают это лишь в единичных случаях (как, например, в Лук. 6:1—5); предписания же, о которых шёл спор, и которые в Мк. 7:2—9 фарисеи и книжники называют «преданием старцев», а сам Иисус «преданием человеческим», относились к числу необязательных и не входили в устный Закон. Таким, в частности, было предписание омовения рук перед едой, о котором Иисус спорит с фарисеями в упомянутом выше эпизоде[30].
- В полемике Иисуса с фарисеями уже проявляется несовместимость новой вести (керигмы) Иисуса и иудаизма. Этого общего положения придерживается как подавляющая часть традиционной христианской экзегезы, восходящая ещё к первым векам христианства и во многом представляющая фарисейское учение как косный законнический ритуализм[31], так и часть секулярных библеистов и историков, а также некоторые из еврейских исследователей[32]. В рамках данного понимания проблемы представлены различные точки зрения, по-разному трактующие то, в чём именно проявляется упомянутая выше несовместимость.
- Точка зрения, выраженная, в частности, в книгах Э. П. Сандерса[17] и Н. Т. Райта, согласно которой причиной конфликта было «не столкновение абстрактных религиозных или нравственных ценностей и учений, а эсхатологические убеждения и намерения Иисуса»[26].

### Фарисеи и первые христианские общины

#### В Деяниях Апостолов
Помимо Евангелий, слово «фарисей» употребляется в Новом Завете лишь в одном из Посланий Павла (см. ниже) и книге Деяний Апостолов, где рассказывается, что:
- Фарисей Гамалиил выступил на суде Синедриона в защиту апостолов: «отстаньте от людей сих и оставьте их; ибо если это предприятие и это дело — от человеков, то оно разрушится, а если от Бога, то вы не можете разрушить его; [берегитесь], чтобы вам не оказаться и богопротивниками» (Деян. 5:34—38).
- Некоторые уверовавшие из числа фарисеев считали, что обращённых язычников следует «обрезывать и заповедывать соблюдать закон Моисеев» (Деян. 15:5).
- Павел, представ перед судом Синедриона, назвал себя фарисеем, которого судят «за чаяние воскресения мёртвых». Эти слова вызвали распрю между саддукеями и фарисеями; последние встали на сторону Павла, говоря: «ничего худого мы не находим в этом человеке» (Деян. 23:6—9).
- Представ перед царём Иродом Агриппой, Павел также утверждает, что «жил фарисеем по строжайшему в нашем вероисповедании учению» (Деян. 26:5).
- Фарисеи упоминаются в Новом Завете как первые еретики «восстали некоторые из фарисейской ереси» (Деян. 15:5).

### Апостол Павел
В Послании к Филиппийцам, чья подлинность признается подавляющим большинством исследователей, Павел говорит о себе:

Если кто другой думает надеяться на плоть, то более я, обрезанный в восьмой день, из рода Израилева, колена Вениаминова, Еврей от Евреев, по учению фарисей, по ревности — гонитель Церкви Божией, по правде законной — непорочный. Но что для меня было преимуществом, то ради Христа я почел тщетою.
— Фил. 3:4—7
Похожие слова содержатся и в Послании к Галатам (также признаваемом большинством подлинным и, возможно, самым ранним из Посланий), где Павел сообщает, что «жестоко гнал Церковь Божию, и опустошал её, и преуспевал в Иудействе более многих сверстников в роде моем, будучи неумеренным ревнителем отеческих моих преданий» (Гал. 1:13—14).
Фарисейское воспитание Павла (Савла) и его участие в первых преследованиях христиан подтверждаются и Деяниями Апостолов (см. выше; в книге Деяний, Савл одобряет побиение камнями первомученика Стефана).
После обращения, Павел посвящает свою жизнь распространению христианства среди язычников («апостол язычников»).
При этом он отвергает представление некоторых из апостолов и «уверовавших из фарисеев» о том, что обратившиеся язычники должны быть обрезаны и начать соблюдать закон Моисеев.
Осуждению подобной практики посвящено, в частности, Послание к Галатам.
Позиция Павла, по сообщению Деяний, принимается Иерусалимским апостольским собором.
От христиан из иудеев Павел не требует отказа от соблюдения отеческих преданий, но, судя по всему, и не считает такое соблюдение обязательным (см., в частности, Гал. 6:15, 1Кор. 8:8), в чём очевидно расходится с фарисейской традицией.
Многие исследователи видят в позиции Павла отвержение «синкретизма христианства с фарисейским иудаизмом».

## Сноски и источники
1. ↑   Иисус — статья из Электронной еврейской энциклопедии
2. 1 2  Фарисеи — ЭЕЭ.
3. ↑  Sussman, Ayala; Peled, Ruth. The Dead Sea Scrolls: History & Overview. www.jewishvirtuallibrary.org. Дата обращения: 6 октября 2018. Архивировано 7 октября 2018 года.
4. ↑  Иосиф Флавий. Иудейские древности. Книга семнадцатая. www.vehi.net. Дата обращения: 12 февраля 2024. Архивировано 6 января 2012 года.
5. ↑  Фарисеи // Библейская энциклопедия архимандрита Никифора. — М., 1891—1892.
6. ↑  Klein, Ernest. A Comprehensive Etymological Dictionary of the Hebrew Language for Readers of English (англ.). — University of Haifa, 1987. — ISBN 965-220-093-X.
7. 1 2  Cohen, Shaye J.D. From the Maccabees to the Mishnah. — The Westminster Press, 1987.
8. ↑  Dorot Ha’Rishonim
9. ↑  Manson, Thomas Walter (1938). Sadducee and Pharisee. Bulletin of the John Rylands Library. 2: 144–159.
10. ↑  Finkelstein, Louis (1929). The Pharisees: Their Origin and Their Philosophy. Harvard Theological Review. 2: 223–231.
11. ↑  Neusner, Jacob. Jacob Neusner, 'The Rabbinic traditions about the Pharisees before 70' (12 мая 2016). Дата обращения: 6 октября 2018. Архивировано 7 октября 2018 года.
12. ↑  The Oxford History of the Biblical World (англ.) / Coogan, Michael D.. — Oxford University Press, 1999. — P. 350.
13. ↑  Roth, Cecil A History of the Jews: From Earliest Times Through the Six Day War 1970 ISBN 0-8052-0009-6, p. 84
14. ↑  Baron, Salo Wittmayer. Great Ages and Ideas of the Jewish People (англ.) / Schwartz, Leo Walden. — Random House, 1956.
15. ↑  Талмуд, Шаббат 10а
16. ↑  См., в частности, David Flusser, Jewish Sources in Early Christianity, New York: Adama Publisher, 1987.
17. 1 2  См., в частности, книги Э. П. Сандерса[англ.] (E. P. Sanders) Paul and Palestinian Judaism 1977 SCM Press; Павел, закон и еврейский народ, М.: РОССПЭН, 2006; Jesus and Judaism 1985 SCM Press, и др.
18. ↑  Толкование Нового Завета: сборник эссе о принципах и методах. — СПб.: Библия для всех, 2004. — С. 196—216. — ISBN 5-7454-0835-9.
19. ↑  См. также Мр. 8:15
20. ↑  Мар. 2:15—17 и параллельные места, 2:23—26 и пар., 3:1—6 и пар., 7:1—8 и пар., 8:11—13 и пар., 10:2—9 и пар., 12:13—17 и пар.; Матф. 9:32—34/12:22—24, 21:33—46, 22:31—40, 22:41—46, 23:1—36 и пар.; Лук. 5:17—26, 7:36—50, 14:1—6, 15:1—7, 16:14—15, 17:20—21, 19:37—40 (Robert A. Wild 'The Encounter between Pharisaic and Christian Judaism: Some Early Gospel Evidence', Novum Testamentum, 27, 1985, pp. 105—124)
21. ↑  Епископ Мефодий (В. Н. Кульман) Святоотческое толкование на Евангелие от Матфея. Архивная копия от 28 марта 2009 на Wayback Machine
22. ↑  Богатству
23. ↑  Традиция рассмотрения Иисуса как фарисейского проповедника восходит, во многом, к трудам еврейского исследователя XIX века, раввина Авраама Гейгера и находит сторонников и в настоящее время. Например, известный историк Хаим Маккоби[англ.] в книге «Фарисей Иисус» (2003) делает вывод, что в условиях возрастающей эллинизации, романизации и паганизации христианства первоначальный образ Иисуса — типичного фарисейского харизматического проповедника — оказался во многом забыт.
24. ↑  См., в частности, талмудический список семи типов фарисеев (Сота, 22б), где лишь в конце появляется положительный тип фарисея, большую же часть списка составляют примеры лицемерия.
25. ↑  Эта позиция отражена, в частности, в книге W. D. Davies and Dale C. Allison, A Critical and Exegetical Commentary on the Gospel According to Saint Matthew Архивная копия от 2 марта 2016 на Wayback Machine, Continuum International Publishing Group, 2004. Утверждение о том, что Евангелия не отражают ситуации до разрушения Иерусалимского храма, плохо сочетается с принятой значительной частью исследователей датировкой Евангелия от Марка временем до разрушения Храма.
26. 1 2  Н. Т. Райт (N. T. Wright). Иисус и победа Бога. — М.: ББИ, 1996. — С. 339—342. — ISBN 5-89647-078-9.
27. ↑  Mark Allan Powell. Do and Keep What Moses Says (Matthew 23:2-7) (англ.) // Journal of Biblical Literature. — 1995. — Vol. 114, no. 3. — P. 419—435. — doi:10.2307/3266261. — JSTOR 3266261.
28. ↑   Устный Закон — статья из Электронной еврейской энциклопедии
29. 1 2  Джеймс Д. Данн. Единство и многообразие в Новом Завете. — М.: ББИ, 1999. — С. 101—105. — ISBN 5-89647-014-2.
30. ↑  Давид Флуссер. Иисус. — Челябинск: Урал LTD, 1999. — С. 58—59. — ISBN 5-8029-0049-0.. По мнению автора, в Лук. 6:1—5 и параллельных эпизодах у Марка и Матфея могло произойти искажение первоначальной традиции, в которой речь шла не о срывании колосьев в субботу, безусловно являвшемся нарушением Закона, а о растирании упавших колосьев пальцами или рукой.
31. ↑  Епископ Кассиан (Безобразов). Христос и первое христианское поколение. — М.: ПСТБИ, 2003. — С. 54. — ISBN 5-7429-0106-2. Архивировано 25 января 2008 года.
32. ↑  Так, Джекоб Нойзнер в книге Jews and Christians: The Myth of a Common Tradition, London: SCM, 1991, представляет Иисуса как основателя совершенно новой религиозной системы.